# Ford Cougar
Ford Cougar je coupe prodávané na evropském trhu v letech 1998 až 2002. Pod značkou Ford se vyráběl pro evropský trh. Jedná se však o vůz Mercury Cougar osmé generace prodávaný v Kanadě a ve Spojených státech od roku 1998 až do roku 2002. Vůz byl původně určen jako třetí generace úspěšného modelu Ford Probe. Je to příklad sportovního coupe / liftbacku.

## Historie
Cougar byl druhým pokusem Fordu znovu zavést sportovní kupé v Evropě po úspěšném, ale dlouho nepřítomném Capri. První pokus byl Ford Probe. Stejně jako Capri byl založen na Cortině, Cougar byl založen na velkém rodinném autě té doby, Mondeo mk2. Při uvedení na trh v Evropě v prosinci 1998 vyšly na Cougara smíšené recenze. Částečně díky novému a kontroverznímu "ostrému" stylu New Edge, který byl následně aplikován na většinu automobilů Ford. Na rozdíl od svého slavného předchůdce Capri, Cougar netrhal v Evropě prodejní rekordy. A to i přes velmi dobré jízdní vlastnosti, díky kterým se o něm mluvilo jako o "řidičově autě". Cougarova karoserie a myšlenka New Edge obecně byla představena jako koncept nazvaný Mercury MC2 v roce 1997 a byl považován za větší verzi Ford Puma. Stejně jako jeho (nepřímý) předchůdce, Ford Probe, byl Cougar prodáván a postaven ve Spojených státech. Automobily určené k prodeji v Evropě a ve Spojeném království byly dokončeny v německém závodě Ford Köln. Zde byla instalována evropská přední a zadní světla, byly použity znaky Ford (ve Spojených státech a Kanadě se vyráběl pod značkou Mercury) a v případě automobilů pro Velkou Británii a Austrálii přestavěny na pravostranné řízení. Ve Velké Británii byl Ford Cougar představen v červenci 1998 na Velké ceně Velké Británie Silverstone. Televizní reklamy obsahovaly stříbrný model řízený Dennisem Hopperem kvůli jeho vzhledu ve filmu Easy Rider. V roce 2001 prošel Ford Cougar faceliftem, kdy dostal nové přední světlomety a přední i zadní nárazník, nová sedadla a nový volant. Zpočátku překonával Cougar na americkém trhu v prodeji svého předchůdce (Mercury Cougar 7.generace). Konkuroval modelům Mercury Sable a Mercury Marquis v modelových řadách Mercury. Prodej Fordu Cougar byl ukončen na evropském trhu v srpnu 2002, přibližně 18 měsíců po jeho ukončení v Británii v únoru 2001. Po prvních dvou letech výroby se ve Spojeném království prodalo pouze 12 000 kusů. Po představení v Austrálii v říjnu 1999 přišel Cougar pouze s 2,5litrovým motorem Duratec V6 a pokračoval až do března 2004. Poslední vůz Ford / Mercury Cougar byl vyroben 9. srpna 2002.

## Technické informace
Cougar byl vybaven motory Zetec 2.0 (96kW), EDBA nebo Duratec 2,5 V6 (125kW). Byly nabízeny dvě specifické výbavy, které jsou z velké části ekvivalentní standardu Mondeo Ghia a Ghia X. Ghia měla látkové čalounění sedadel a manuální klimatizaci. Ghia X měla kožené čalounění sedadel a automatickou klimatizaci. Byly k dispozici pětistupňové manuální a čtyřstupňové automatické převodovky.
Za příplatek byly vozy vybaveny střešním oknem, parkovacími senzory, CD měničem, ovládáním rádia pod volantem, vyhřívaným čelním oknem a tempomatem pro manuální převodovku (při výbavě s automatickou převodovkou byl tempomat dodáván automaticky). Ford Cougar byl standardně vybaven airbagem řidiče, spolujezdce, bočními airbagy a bezpečnostními pásy, které snižují poranění hrudníku. Cougar je také dobře chráněn před krádeží alarmem, imobilizérem a dvojitým zamykáním dálkovým ovladačem (při dvojitém zajištění ovladačem nejde odemknout zevnitř). Všechny varianty byly standardně vybaveny 16palcovými hliníkovými koly s 215mm širokými pneumatikami, které přispěly spolu s plně nezávislým zavěšením multilink k dobrým jízdním vlastnostem.

## Sportovní verze
Ford také připravil dva vysoce výkonné koncepty. Jeden nazval "Eliminator", což byla přeplněná verze postavená z dílů, které byly k dispozici na trhu, a druhý "Cougar S", které představovalo podobu karoserie, pohon všech kol a motor Duratec o objemu 3.0i. Nakonec měl nejblíže k výrobě Cougar S s motorem Duratec V6 151kw beze změn na karoserii, který byl popularizován v médiích. V podstatě to byl Cougar s motorem Contour SVT (u nás více známý jako ST200). Tato verze se však nikdy nezařadila do výroby. Protože byl Cougar S velmi blízko výroby, je mnoho z jeho částí stále k dispozici na objednávku od obchodního zastoupení a je uveden v mnoha katalozích a databázích pojišťoven. V Evropě měl být prodáván jako Ford Cougar ST200.

## Speciální edice
- Special edition (modelový rok 2000) byl k dostání v zinkově žluté barvě s koženým interiérem se žlutým prošitím na sedadlech
- C2 (2001-2002) byl k dispozici buď ve francouzské modré, mrazivě stříbrné nebo bílé, spolu se speciálními modrými interiérovými detaily
- Zn (modelový rok 2001) je dodáván ve speciální zinkově žluté barvě s podnárazníkem Visteon a křídlem
- Model XR (2002) byl k dispozici buď v černé, nebo v červené XR Racing, se speciálními černými a červenými sedadly a interiérovými detaily, měl také 17palcová stříbrná kola s černými znaky na vnitřních pokličkách
- Modely 35. výročí Cougara (2002) byly k dispozici v barvách Laser Red, French Blue, Satin Silver a Black, měl kožené interiéry se stříbrnými středovými úseky na sedadlech, byl vybaven 17palcovými obráběnými koly stejně jako XR bez černé barvy na středech
- Roush Edition (1999-2000) k dostání byl většinou v bílé a stříbrné barvě, toto auto bylo postaveno pod značkou Roush Performance s kompletním bodykitem (přední nárazník, zadní nárazník, boční prahy a křídlo), model je považován za nejvzácnější z všech Cougarů 8. generace, protože během své dvouleté produkce bylo vyrobeno pouze 112 kusů